# 阿夫古斯季夫卡
50°47′2″N 32°21′56″E / 50.78389°N 32.36556°E
阿夫胡斯蒂夫卡（烏克蘭語：Августівка），是烏克蘭北部的村莊，隸屬切爾尼希夫州的普里盧基區。該村距離久比夫卡1公里，面積0.14平方公里，2001年人口218，人口密度每平方公里1,557.1人。